# 아크로티리 데켈리아
아크로티리 데켈리아(영어: Akrotiri and Dhekelia), 공식적으로 아크로티리 데켈리아 주권 기지 지역(영어: Sovereign Base Areas of Akrotiri and Dhekelia, SBA)은 키프로스섬에 있는 영국의 해외 영토이다. 1960년 독립 조약에 따라 영국이 소유한 기타 토지뿐만 아니라 영국의 군사 기지 및 시설을 포함하는 지역은 영국, 그리스, 튀르키예 및 당시 영국령 키프로스였던 키프로스에 독립을 승인한 그리스 및 튀르키예계 키프로스 공동체의 대표들이 서명했다. 1960년 독립 조약에 의하여 영국에 의해 유지되었고, 그리고 영국에게 독립을 허용하였다. 이 지역은 신호정보를 위한 기지로서 중요한 역할을 하며 지중해와 중동에서 영국 감시 수집 네트워크의 중요한 전략적 부분을 제공한다.

## 역사
1959년 런던 협정에 따라 영국이 키프로스의 독립을 승인함으로써 이 지역은 "영국령 작전기지 지역"으로 남게 되었다. 리마솔 남서쪽에 자리잡은 이 기지는 키프로스 남서쪽 끝에 있는 아크로티리반도와 에피스코피만 북쪽의 조그만 해안평야로 이루어져 있으며, 병원, 기상관측소, 비행장을 각각 하나씩 갖추고 있다. 북동쪽의 데켈리아 영령기지를 포함해서 총면적은 256km2이며, 영국과 아시아 남부 및 극동 지역 사이의 중간 집결지이자 영국군의 훈련소로 사용되고 있다. 두 기지는 키프로스의 유엔군 주둔지로도 쓰인다. 1970년대말 키프로스에서는 아크로티리를 대(對)소련 감시기지로 활용하자는 미국의 보고내용을 놓고 논쟁이 벌어지기도 했다.

## 키프로스와의 충돌
키프로스는 민간의 발전을 위해 사용되어야할 많은 영토를 기지가 점유하고 있다며 아크로티리와 데켈리아의 반환을 여러차례 요구한 바 있다. 1960년 키프로스 독립으로부터 4년간, 영국 정부는 키프로스를 재정적으로 지원하고 있는 상황이었다. 그런데 1963년부터 1964년까지 민족간 분쟁이 일어난 뒤, 지원금에서 발생하는 이득을 그리스계, 튀르키예계가 평등하게 나눈다는 보장이 없다는 이유로 지원이 중단된다. 키프로스 정부는 1964년 이후부터 현재까지 지원금을 요구하고 있다. 이 요구의 유효성에 대한 국제법상 검증은 이루어지지 않고 있는데, 부담금을 추정하면 금액이 수십만에서 10억유로까지 그 폭이 크다.
2001년 7월, 영국군의 통신망 강화 정책의 일환으로 기지 내에 라디오 타워 건설이 계획되었는데 지역 주민들이 반발하였다. 기지에서 폭력을 동반한 시위가 일어나기도 하였다. 주민 측은 라디오 타워에서 나오는 전자파가 지역 생활을 위협하고 자연 환경에 악영향을 주며, 주민에게 암을 유발한다고 주장하였다. 그러나 영국 정부는 주민 측의 요구를 거부하였다.
키프로스 분쟁 해결을 위한 유엔의 아난 계획에서는 117km2의 농지를 인도하기로 되어 있으나, 영국은 기지 철수 의사를 나타내지 않았다. 현재 영국군 키프로스 주둔 부대 약 3,000여명이 아크로티리와 데켈리아에 머물고 있다.

## 지리
아크로티리와 데켈리아는 키프로스 섬의 면적에서 3% 정도를 차지하는 정도인 98km2이다. 아크로티리는 47.5kmkm2, 데켈리아는 50.5km2이다. 그 중 60%가 민간의 소유인데, 영국인과 키프로스 주민들로 구성되어 있다. 나머지 40%는 영국 국방부가 소유한 땅으로, 왕령으로 구분된다.
아크로티리는 키프로스 섬의 남쪽, 리마솔(레메소스) 근처에 위치해 있다. 데켈리아는 섬의 남동쪽, 라르나카 근처에 위치해 있다. 양 지역은 기지로 쓰이는 토지 이외에도 농지나 거주지역으로 쓰이는 땅이 있다. 위치상 아크로티리는 주위에 키프로스의 영역에 접하고 있으나, 데켈리아는 유엔 관할의 중립 지역(Buffer Zone)이나 북키프로스의 영역에 접하고 있다.

## 같이 보기
- 영국군 시설 목록(영어판)
- 영국 해외 영토 목록(영어판)
- 루이스 젠슨의 살인사건(영어판)
- 주권 기지 지역 세관(영어판)
- 키프로스 유엔 완충지대
- 영국의 해외 군사 기지(영어판)

## 참고 자료
- Fouskas, Vassilis K. (2003). 《Zones of Conflict: U.S. Foreign Policy in the Balkans and the Greater Middle East》. Pluto Press. 93, 111쪽. ISBN 0-7453-2030-9.